# PLOS ONE
PLOS ONE은 2006년부터 퍼블릭 라이브러리 오브 사이언스에서 간행되는 과학 저널이다. 과학 및 의학의 기본 조사 연구를 다루고있다.

## 출간 논문 수
| 연도 | 출간 논문 수 |
| ---- | ------------ |
| 2007 | 1,200        |
| 2008 | 2,800        |
| 2009 | 4,406        |
| 2010 | 6,749        |
| 2011 | 13,798       |
| 2012 | 23,468       |
| 2013 | 31,500       |
| 2014 | 30,040       |
| 2015 | 28,107       |
| 2016 | 22,054       |